# Маклаки (Калузька область)
Маклаки (рос. Маклаки) — село в Думіницькому районі Калузької області Російської Федерації.
Населення становить 229 осіб. Входить до складу муніципального утворення Село Маклаки.

## Історія
Від 2004 року входить до складу муніципального утворення Село Маклаки.

## Населення
| 2002 | 2010 |
| ---- | ---- |
| 266  | ↘229 |